# Vlietland (recreatiegebied)
Vlietland is een recreatiegebied in Zuid-Holland. Het behoort tot het noordelijke grondgebied van de gemeente Leidschendam-Voorburg, niet ver van Stompwijk en Voorschoten en ligt tussen de Vliet en de rijksweg A4 ingeklemd. In het noordoosten vormt de Leidse Oostvlietpolder de grens. Het gebied wordt in de volksmond ten onrechte ook wel de Vlietlanden genoemd; dit geeft dusdanig vaak verwarring dat de officiële website hier in het colofon zelfs aandacht aan besteedt.

## Geschiedenis
Het recreatiegebied is ontstaan als gevolg van zandwinning die in 1968 werd gestart en in 2001 werd beëindigd. Voor de ontzanding lagen er polders met weilanden, zoals -van west naar oost- de Meeslouwerpolder, de Rietpolder, de Spekpolder en de Hofpolder. Tijdens de ontzanding ontstonden een afwisselend milieu en een bijzondere vogelrijkdom, die weer vrijwel verdwenen bij voltooiing van het recreatiegebied. Een toevluchtsoord voor het vogelleven vormt de aan Vlietland grenzende vogelplas Starrevaart.

## Beschrijving
Vlietland heeft een omvang van ongeveer 300 hectare, bij een lengte van drie en een breedte van een kilometer. De kern van het gebied is een zandgat van 130 hectare, waaruit een vrij diepe recreatieplas is gevormd. Het terrein omvat vaarwater, zwemplassen, bossen en beboste eilandjes, moerassen met riet en lisdodden, parkeerplaatsen, jachthavens en horeca. Westelijk van Vlietland bevinden zich de vogelplas Starrevaart en de Leidschendammerhout. Er zijn verschillende recreatiemogelijkheden, zoals zeilen, zwemmen, surfen en naaktrecreatie. In het weekend wordt de recreatieplas bewaakt door Reddingsbrigade Leidschendam. Een deel van het gebied blijkt al decennia in handen van een projectontwikkelaar, die er omstreden recreatiewoningen wil bouwen.

## Ontsluiting
Een belangrijke fietsroute van en naar Vlietland is de Oostvlietweg. Vanaf Leidschendam is het bovendien te bereiken via een fietspad door de Leidschendammerhout. Door Vlietland loopt een net van fietspaden, te bereiken vanaf de Oostvlietweg, de Meeslouwerweg en de Kniplaan en de Nicolaes Maeskade (Voorschoten). Aan de Vliet zijn bruggetjes in de richting van Voorschoten en van de Veursestraatweg. Het water is te bereiken vanaf de Vliet.